# Naitō Nobunari
Naitō Nobunari (内藤信成, ,  13 de junho de 1545 - 20 de agosto de 1612) foi um samurai do Período Sengoku e início do Período Edo, que foi vassalo do Clã Tokugawae mais tarde se tornou um Daimyō. 
Nobunari foi filho ilegítimo de Matsudaira Hirotada (o que faria dele meio-irmão de Tokugawa Ieyasu). Mais tarde foi adotado por Naitō Kiyonaga. Conforme os anos passaram com a sucessão de seu irmão para a liderança do Clã, Nobunari atuou principalmente como a pagem dele, mas ascendeu no ranking da Corte ao apoiar apoia-lo em 1564 na Batalha de Azukizaka ( 小豆坂の戦い Azukizaka no tatakai ) ou Batalha de Bato-ga-hara ( 馬頭原の戦い Bato-ga-hara no tatakai) contra os Monto de Mikawa (Ikkō-ikki). Os Monto era um grupo de monges que governavam a Província de Kaga, e tinham muitos templos em todo o Japão. Eles se recusaram a obedecer os comandos de Ieyasu, e então ele foi à guerra contra eles, derrotando suas tropas e colocando seus templos abaixo.
Até o ano de 1590, Nobunari foi Daimyō no Domínio de Nirayama da Província de Izu (com renda de 10.000 koku) e depois é transferido para o Domínio de Sunpu na Província de Suruga (1601–1606, com renda de 30.000 koku) e finalmente para o Domínio de Nagahama na Província de Omi (com renda de 50.000 koku), onde permaneceu até sua morte em 1612.
| Precedido por Naitō Kiyonaga | -- 1º Líder do Ramo Nobunari do Clã Naitō 1564–1612 | Sucedido por Naitō Nobumasa    |
| Precedido por Ninguém        | 1º Daimyō de Sunpu (Naitō) 1601–1606                | Sucedido por Tokugawa Yorinobu |
| Precedido por Ninguém        | 1º Daimyō de Nagahama (Naitō) 1606–1612             | Sucedido por Naitō Nobumasa    |